# 환경위성탑재체
환경위성탑재체(環境衛星搭載體, Environmental Satellite Payload)는 대한민국의 정지궤도복합위성(Geo-KOMPSAT-2B), 천리안(위성)-2B호 또는 GK-2B호, 천리안 2호에 해양위성탑재체(GOCI-2: Global Ocean Color Imager-II)와 같이 실리게 되는 관측기기(instrument) 또는 센서(Sensor)이다. 개발 관련기관으로 대한민국 과학기술부, 대한민국 환경부, 대한민국 해양수산부, 대한민국 기상청이 있다. 영문으로 GEMS(Geostationary Environment Monitoring Spectrometer)로 정지궤도에서 환경을 감시하는 분광기(https://en.wikipedia.org/wiki/Spectrometer) 라는 뜻으로 분광기는 프리즘과 같이 빛을 나눠서 원하는 정보를 감지하는 관측기기이다(참조: 스펙트럼). 환경위성탑재체는 가시광선과 일부와 자외선 영역에 걸쳐있는 300-500 nm 영역을 약 1000개 파장으로 분해하여 신호를 측정할 수 있는 분광기이며, 일반 분광기에 비해서 광학적으로 빛을 많이 나눠서 관측하므로 초분광기(Hyper-Spectrometer)로도 불린다. 환경위성에서 생산되는 자료의 분석 및 배포는 국립환경과학원 환경위성센터에서 제공된다. 
| 기준지역 | 공간해상도 | 분광 영역                 | 분 광해상도 및 채널수    | 채널수 |
| -------- | ---------- | ------------------------- | ------------------------ | ------ |
| 서울     | 7 X 8 km2  | 300-500nm (자외선-가시광) | 0.2 nm (2 X 10-10 m, 2Å) | 1000개 |

## 참고 문헌 및 사이트
- 국립환경과학원(2019). 환경위성 Q&A.
- https://directory.eoportal.org/web/eoportal/satellite-missions/content/-/article/geo-kompsat-2
- 허아영, 최승원, 이재훈, 김태형, 박동조, 2010, 초분광 분해기의 광학계 설계 및 영상 처리, 한국군사과학기술학회지, 13(2), 329-335.
- http://metsat.snu.ac.kr/introduction/researches_view.php?resid=area31

1. ↑  (환경부) 정지궤도복합위성 공동개발규정 제3조(정부부처의 역할 및 책임)
2. ↑  국립환경과학원(2019). 환경위성 Q&A